# John Smith Chipman
John Smith Chipman (* 10. August 1800 in Shoreham, Vermont; † 27. Juli 1869 in San José, Kalifornien) war ein US-amerikanischer Politiker. Zwischen 1845 und 1847 vertrat er den Bundesstaat Michigan im US-Repräsentantenhaus.

## Werdegang
John Chipman besuchte die öffentlichen Schulen seiner Heimat und danach bis 1823 das Middlebury College. Nach einem anschließenden Jurastudium und seiner Zulassung als Rechtsanwalt begann er im Addison County sowie später im Essex County im Bundesstaat New York in seinem neuen Beruf zu arbeiten. Im Jahr 1836 zog Chipman nach Centerville in Michigan, wo er einige lokale Ämter bekleidete.
Politisch war Chipman Mitglied der Demokratischen Partei. Im Jahr 1842 wurde er in das Repräsentantenhaus von Michigan gewählt. Bei den Kongresswahlen des Jahres 1844 wurde er im zweiten Wahlbezirk von Michigan in das US-Repräsentantenhaus in Washington, D.C. gewählt, wo er am 4. März 1845 die Nachfolge von Lucius Lyon antrat. Bis zum 3. März 1847 konnte er eine Legislaturperiode im Kongress absolvieren. Diese war von den Ereignissen des Mexikanisch-Amerikanischen Krieges bestimmt. Nach seinem Ausscheiden aus dem US-Repräsentantenhaus zog Chipman zunächst nach Niles und dann nach San Francisco in Kalifornien, wo er als Anwalt arbeitete. In seinem Todesjahr 1869 ließ er sich in San José nieder, wo er am 27. Juli starb.